# إدوين هيويت (لاعب اتحاد الرغبي)
إدوين هيويت (بالإنجليزية: Edwin Hewitt)‏ هو لاعب اتحاد الرغبي جنوب أفريقي، ولد في 28 مارس 1983 في بريتوريا في جنوب أفريقيا.

## وصلات خارجية
- إدوين هيويت عل موقع إسبنسكروم (الإنجليزية)
- إدوين هيويت على موقع ItsRugby.co.uk (الإنجليزية)